# تشارلز باول (عازف الأرغن)
تشارلز باول (بالإنجليزية: Charles Paul)‏ هو عازف الأرغن أمريكي، ولد في 23 أغسطس 1902، وتوفي في 18 سبتمبر 1990.

## وصلات خارجية
- تشارلز باول على موقع IMDb (الإنجليزية)
- تشارلز باول على موقع ميوزك برينز (الإنجليزية)